# 오병문 (1928년)
오병문(吳炳文, 1928년~2010년 6월 21일)은 대한민국의 교육인이다.
1993년 2월 26일 ~ 1993년 12월 21일까지 대한민국의 제33대 교육부장관에 재임하였다.

## 학력
- 서울대학교 교육학 학사
- 동국대학교 대학원 철학 박사

## 경력
- 전남대학교 교수
- 전남대학교 제13대 총장
- 제33대 교육부 장관